# Republic-Ford JB-2
El Republic-Ford JB-2, también conocido como Thunderbug, KGW y LTV-N-2 Loon, era una copia estadounidense de la bomba voladora alemana V-1. Desarrollado en 1944 y planeado para ser utilizado en la invasión estadounidense de Japón (Operación Downfall), el JB-2 nunca se usó en combate. Fue el más exitoso de los proyectos de bombas a reacción (JB) de la Fuerza Aérea del Ejército de los Estados Unidos (JB-1 a JB-10) durante la Segunda Guerra Mundial. Después de la guerra, el JB-2 jugó un papel importante en el desarrollo de sistemas de misiles tácticos tierra-tierra más avanzados, como el MGM-1 Matador y más tarde el MGM-13 Mace.